# Estación de Alegría de Álava
Alegría de Álava (en euskera Dulantzi) es una estación ferroviaria situada en el municipio español homónimo en la provincia de Álava, comunidad autónoma del País Vasco. Cuenta con servicios de Media Distancia.

## Situación ferroviaria
La estación se encuentra en el punto kilométrico 505,796 de la línea férrea de ancho convencional que une Madrid con Hendaya a 553,13 metros de altitud entre las estaciones de Salvatierra y de Vitoria. El tramo es de vía doble y está electrificado.

## Historia
La estación fue inaugurada entre 1860 y 1864 con la puesta en marcha del tramo Alsasua (Olazagoitia) – Vitoria de la línea radial Madrid-Hendaya. Su explotación inicial quedó a cargo de la Compañía de los Caminos de Hierro del Norte de España quien mantuvo su titularidad hasta que en 1941 fue nacionalizada e integrada en la recién creada RENFE.
Desde el 31 de diciembre de 2004 Renfe Operadora explota la línea mientras que Adif es la titular de las instalaciones ferroviarias.

## La estación
Al igual que otras estaciones de este tramo como Salvatierra o Araya, el antiguo edificio de viajeros construido por Norte ha sido sustituido en la década de los 80 por uno más sencillo y funcional. Cuenta con tres andenes, uno lateral y dos centrales, al que acceden cuatro vías. Otras dos vías mueren en los laterales de la estación. Los cambios de andén se realizan gracias a un paso elevado. 

## Servicios ferroviarios

### Media distancia
La estación dispone de amplias conexiones de media distancia que permiten viajar a destinos como Irún, Miranda de Ebro, Vitoria, Zaragoza o incluso Madrid. 
| Línea MD | Trenes | Origen/Destino    |  | Destino/Origen                 |
| -------- | ------ | ----------------- |  | ------------------------------ |
| 25       | MD     | Irún              |  | Vitoria Madrid-Chamartín       |
| 26       | RE     | Zaragoza Pamplona |  | Burgos Vitoria Miranda de Ebro |